# Genf villamosvonal-hálózata
Genf villamosvonal-hálózata (német nyelven: Strassenbahn Geneva, francia nyelven: Réseau tramway de Genève) Svájc Genf városában található. Összesen 5 vonalból áll, a hálózat teljes hossza 36 km. Jelenlegi üzemeltetője a Geneva Public Transport.
A vágányok 1000 mm-es nyomtávolságúak, az áramellátás felsővezetékről történik, a feszültség 600 V egyenáram. 
A forgalom 1862-ben indult el.